# Siphlonurus
Siphlonurus is een geslacht van haften (Ephemeroptera) uit de familie Siphlonuridae.

## Soorten
Het geslacht Siphlonurus omvat de volgende soorten:
- Siphlonurus abraxas
- Siphlonurus aestivalis
- Siphlonurus alternatus
- Siphlonurus armatus
- Siphlonurus autumnalis
- Siphlonurus barbaroides
- Siphlonurus barbarus
- Siphlonurus binotatus
- Siphlonurus chankae
- Siphlonurus columbianus
- Siphlonurus croaticus
- Siphlonurus davidi
- Siphlonurus decorus
- Siphlonurus demarayi
- Siphlonurus flavidus
- Siphlonurus grisea
- Siphlonurus hispanicus
- Siphlonurus immanis
- Siphlonurus ireneae
- Siphlonurus lacustris
- Siphlonurus luridipennis
- Siphlonurus lusoensis
- Siphlonurus marginatus
- Siphlonurus marshalli
- Siphlonurus minnoi
- Siphlonurus mirus
- Siphlonurus montanus
- Siphlonurus muchei
- Siphlonurus occidentalis
- Siphlonurus palaearcticus
- Siphlonurus phyllis
- Siphlonurus quebecensis
- Siphlonurus rapidus
- Siphlonurus sanukensis
- Siphlonurus securifer
- Siphlonurus spectabilis
- Siphlonurus typicus
- Siphlonurus yoshinoensis
- Siphlonurus zhelochovtsevi